# Аукціон честі (фільм)
Аукціон честі (англ. The Auction of Virtue) — американська драма режисера Герберта Блаше 1917 року.

## У ролях
- Наомі Чілдерс — Філліс
- місіс Міллер — місіс Шоу
- Евелін Дюмо — Клер
- Леслі Остін — Джеррі
- Віндем Стендінг — Кірк
- Керк Браун — Джулс